# 索納爾岡烏帕齊拉
索納爾岡乌帕齐拉是孟加拉国納拉揚甘傑縣的一个乌帕齐拉，位於達卡专区的納拉揚甘傑縣。。

## 人口
據1991年孟加拉國人口普查，索納爾岡共有戶數44,905戶，人口261881人。其中男性佔比52.11%，女性佔比47.89%；成年人口118,319人。該地7歲以上人口之平均識字率為33.1%，高於全國平均值（32.4%）。